# Bea Booze
„Wee“ Bea Booze (* 23. Mai 1920 in Baltimore als Muriel Nichols; † 1975) war eine US-amerikanische R&B- und  Jazzsängerin und -gitarristin.
Bea Booze begann in den 1940er Jahren ihre Karriere als Sängerin im New Yorker Stadtteil Harlem, wo sie als „Wee Bea“, „Bee Bea“ oder auch als „Beatrice Booze“ auftrat. Für Decca nahm sie ab 1942 Coverversionen der Songs von Lil Green auf; ihr Mentor war dabei Sammy Price, wie bei dem Kriegssong War Rationin' Papa. Ihre Version des See See Rider Blues, der zuerst von Ma Rainey gesungen worden war, erreichte # 1 der „Harlem Hit Parade“ (dem Vorläufer der R&B-Charts), was ihr den Spitznamen The See See Rider Blues Girl einbrachte. Bei ihren Aufführungen spielte sie zu ihrem Gesang auch Gitarre, ebenso auf vielen ihrer Aufnahmen. 1944 sang sie begleitet vom Sammy Price Trio These Young Men; Ende der 40er Jahre nahm sie als Jazz-Vokalistin mit der Andy Kirk Band auf (Alabama Bound), in der zu dieser Zeit auch der Trompeter Fats Navarro und der Pianist Hank Jones spielten, außerdem mit einem Jazz-Quartett mit dem Saxophonisten George Kelly und dem Organisten Larry Johnson. Anfang der 1950er Jahre zog sie sich aus dem Musikgeschäft zurück.